# Bonneval, Eure-et-Loir
Bonneval är en kommun i departementet Eure-et-Loir i regionen Centre-Val de Loire strax norr om centrala Frankrike. Kommunen ligger i kantonen Bonneval som tillhör arrondissementet Châteaudun. År 2022 hade Bonneval 4 890 invånare.

## Befolkningsutveckling
Antalet invånare i kommunen Bonneval
Referens:INSEE

## Galleri

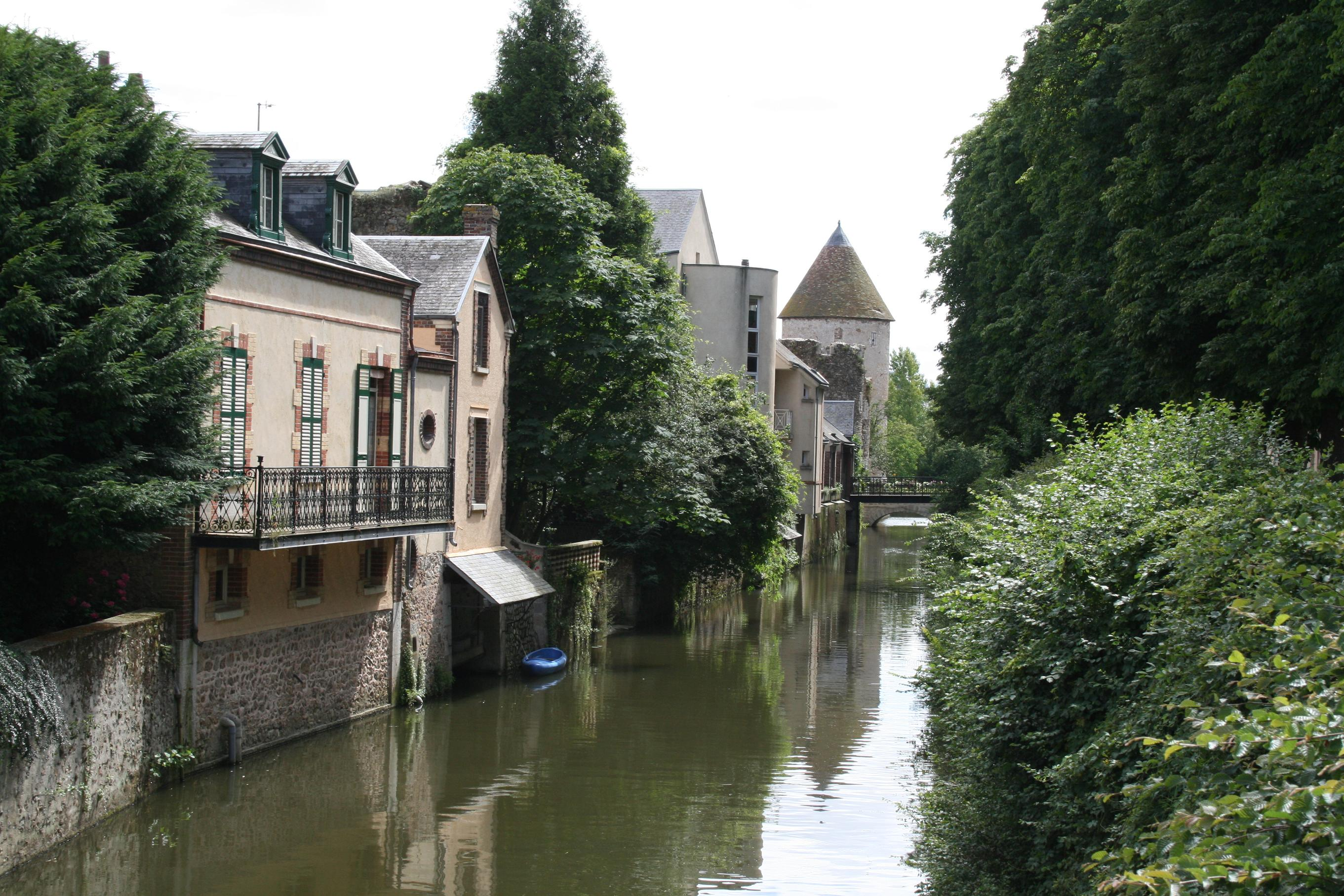
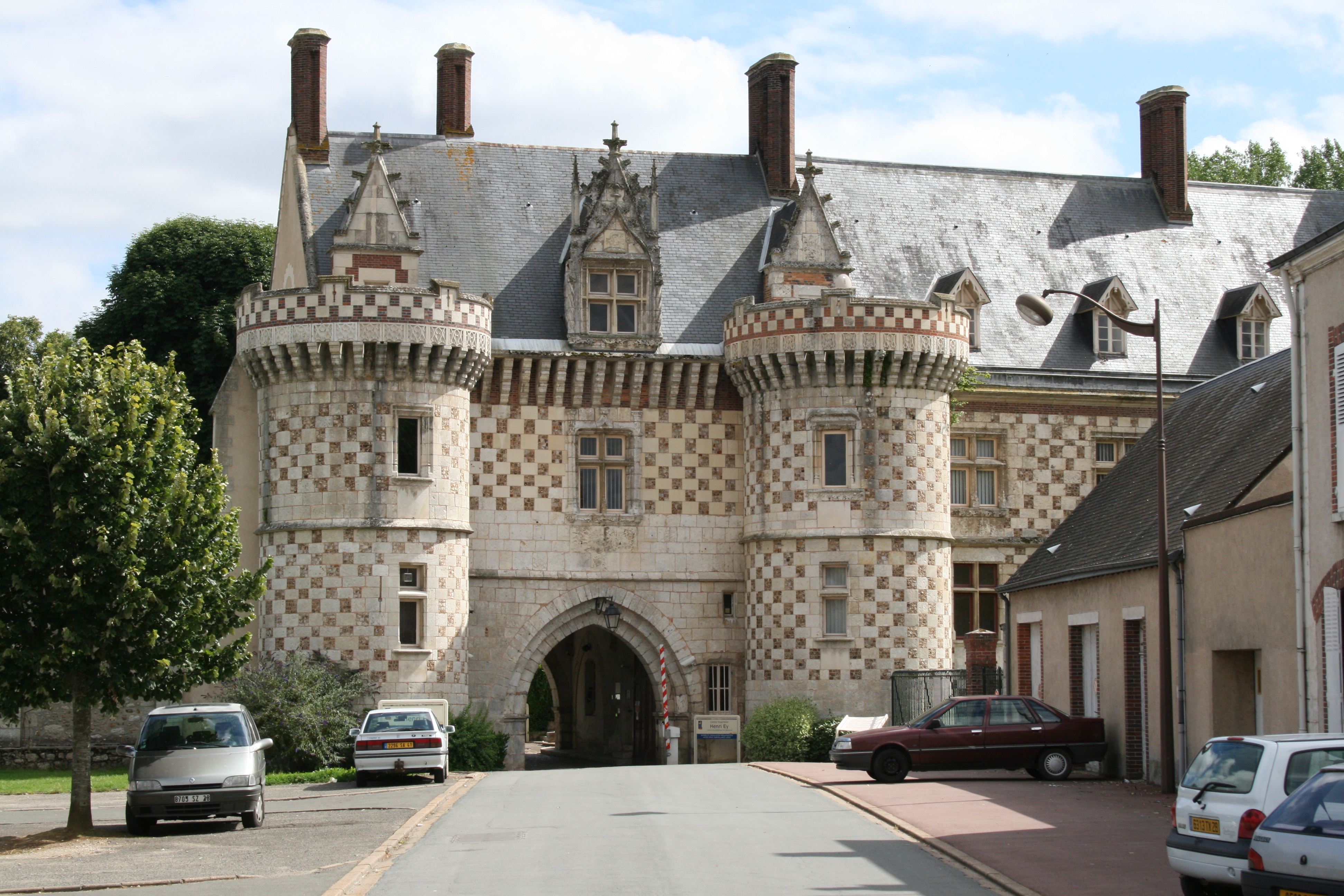
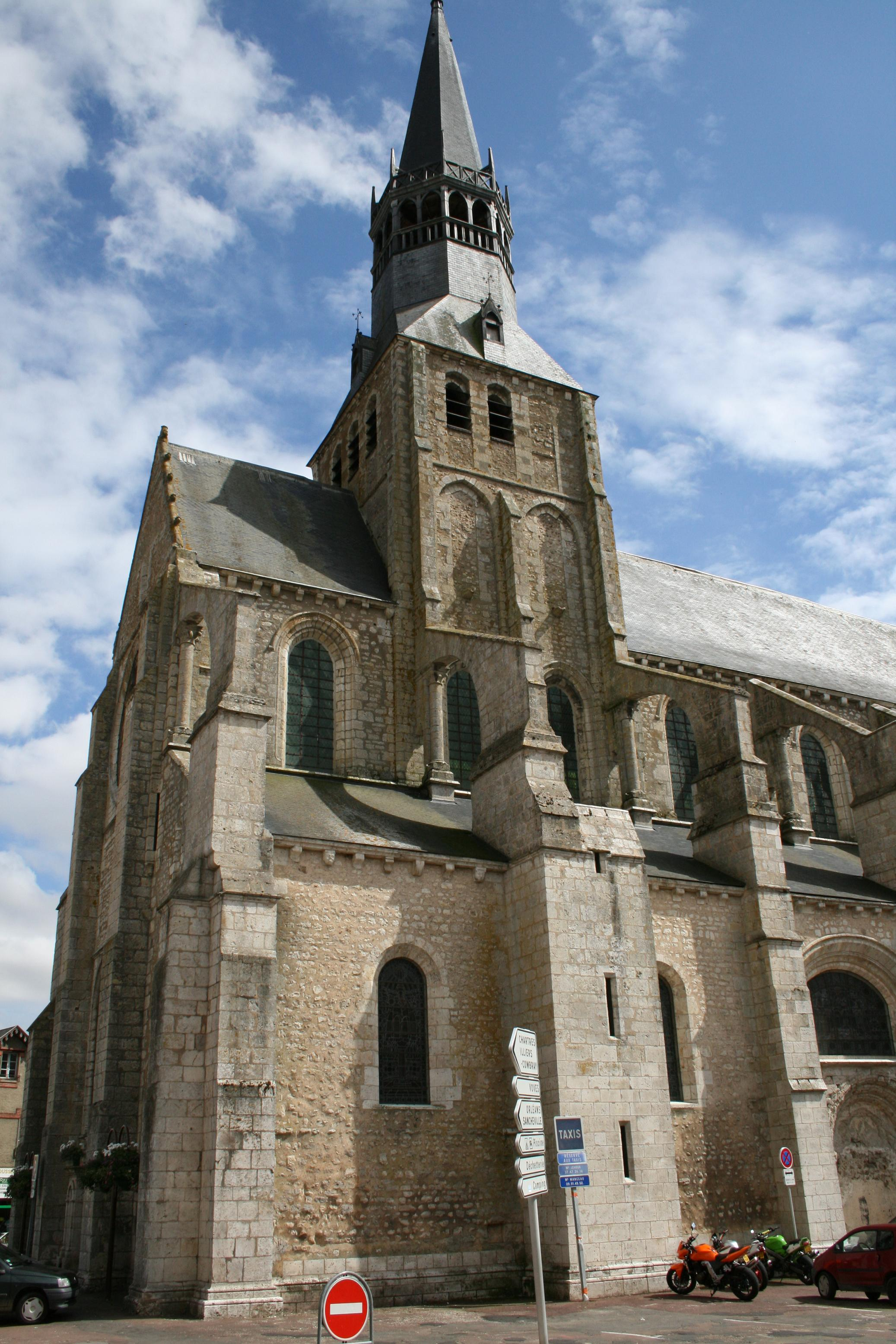
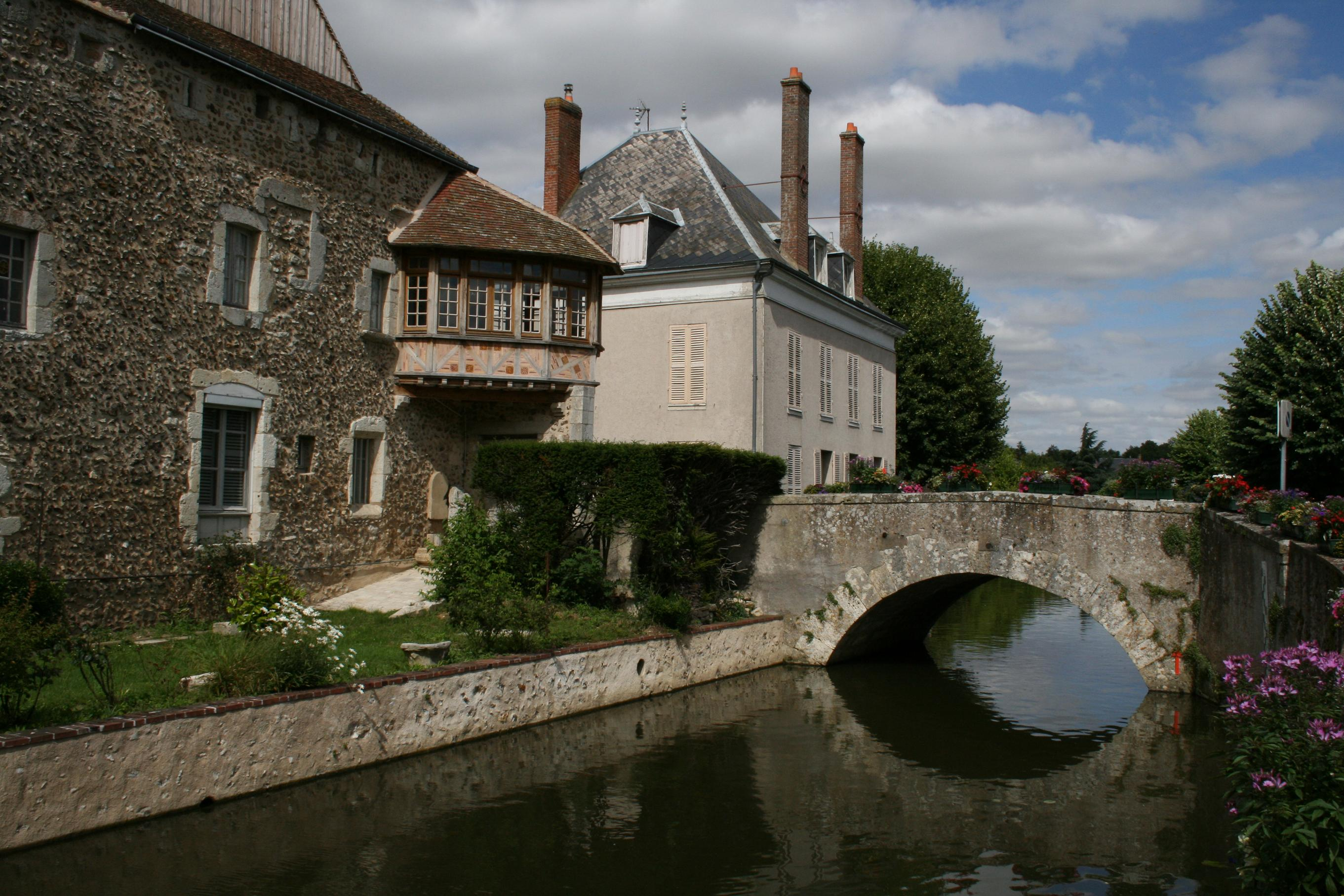